# Fight Back: The Collection
Fight Back: The Collection è il primo album in studio del duo musicale statunitense Neffex.

## Tracce
1. Fight Back – 3:21
2. Soldier – 3:36
3. Make It – 4:14
4. Never Give Up – 4:11
5. Failure – 5:17
6. Spartan – 2:34
7. Unstoppable – 3:24
8. Greatest – 2:56
9. Crown – 3:55
10. Graveyard – 2:53
11. What's Up – 2:13
12. Watch Me – 4:06